# Nam Tề Vũ Đế
Nam Tề Vũ Đế (chữ Hán: 南齊武帝; 440–493), tên húy là Tiêu Trách (giản thể: 萧赜; phồn thể: 蕭賾; bính âm: Xiāo Zé), tên tự Tuyên Viễn (宣遠), biệt danh Long Nhi (龍兒), là hoàng đế thứ hai của triều đại Nam Tề trong lịch sử Trung Quốc. Ông được xem là một hoàng đế có tài và mẫn cán, song bị chỉ trích vì tính hoang phí.

## Bối cảnh

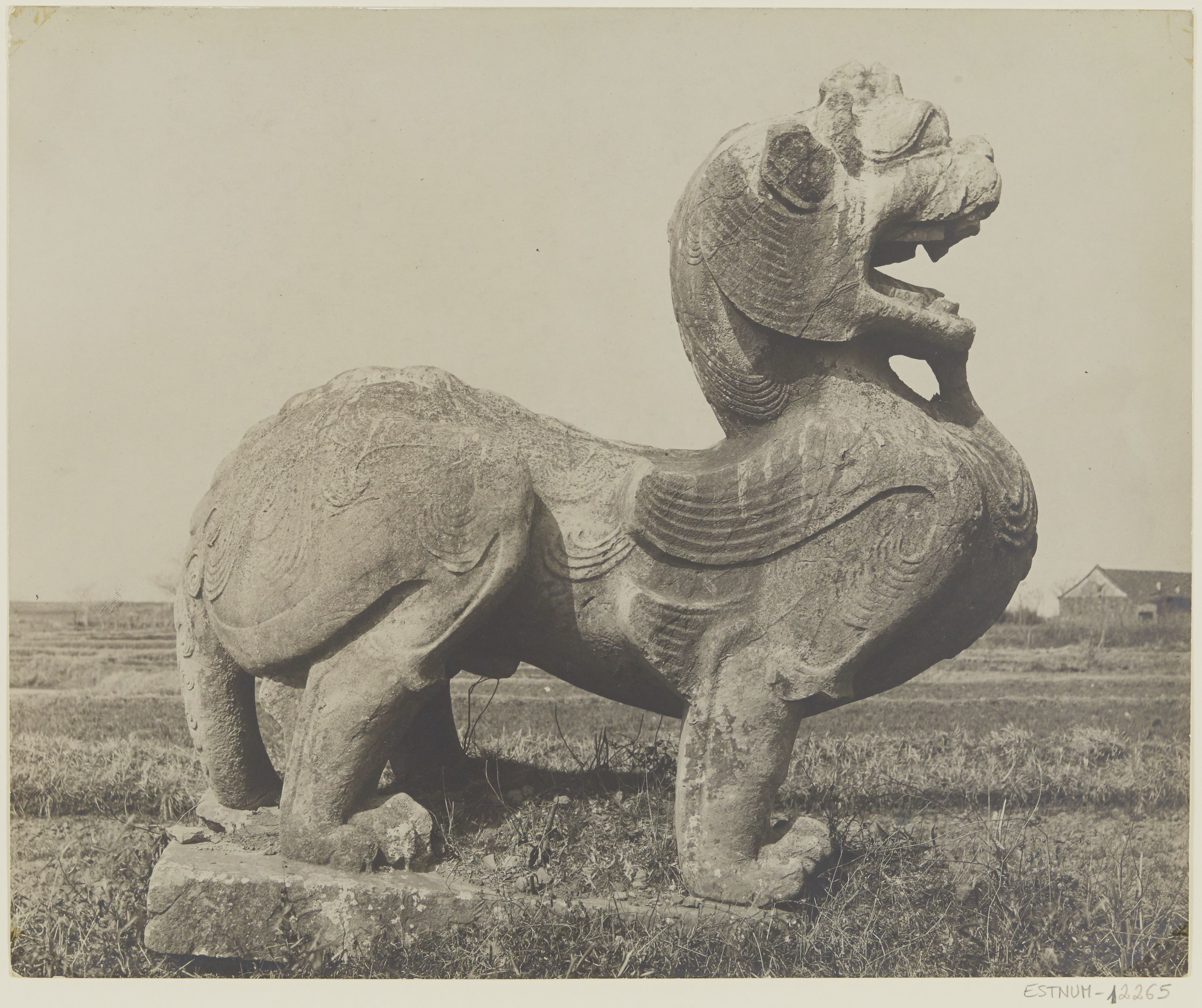
Một con sư tử đá có cánh từ lăng mộ của Tề Vũ Đế gần Nam Kinh

Tiêu Trách sinh ra tại kinh thành Kiến Khang của Lưu Tống vào năm 440, khi đó cha Tiêu Đạo Thành chỉ mới 13 tuổi. Tiêu Trách là con trai cả của cha, và mẹ Lưu Trí Dung (劉智容) của ông là chính thất của Tiêu Đạo Thành.
Năm 466, khi Tiêu Đạo Thành trở thành một tướng của Lưu Tống, Tiêu Trách là huyện lệnh của huyện Cám (贛縣, nay thuộc Cám Châu, Giang Tây). Tiêu Trách bị mắc kẹt trong cuộc nội chiến giành giật ngai vàng giữa người được cha của ông ủng hộ là Minh Đế, và cháu trai của Minh Đế là Lưu Tử Huân. Do cha của ông ủng hộ Minh Đế, Tiêu Trách đã bị bắt giữ và cầm tù do huyện ông cai quản nằm sâu trong vùng kiểm soát của Lưu Tử Huân. Một thuộc hạ của Tiêu Trách là Hoàn Khang (桓康) đã chạy trốn cùng với vợ của Tiêu Trách là Bùi Huệ Chiêu cùng hai người con Tiêu Trường Mậu và Tiêu Tử Lương. Sau đó họ tổ chức được khoảng 100 người, cùng với một họ hàng xa của Tiêu Trách là Tiêu Hân Tổ (蕭欣祖), tấn công Cám và giải cứu Tiêu Trách. Tiêu Trách sau đó tiến hành nổi dậy tại Cám chống lại Lưu Tử Huân. Sau khi Lưu Tử Huân bị đánh bại, Minh Đế đã phong cho Tiêu Trách làm Cám huyện tử vì những đóng góp của ông, tuy nhiên ông đã từ chối.
Năm 477, sau khi Tiêu Đạo Thành ám sát hôn quân Hậu Phế Đế (con trai của Minh Đế), tướng Thẩm Du Chi (沈攸之) từ đại bản doanh tại Kinh Châu (荊州, nay là trung bộ và tây bộ Hồ Bắc), đã bắt đầu nổi dậy chống Tiêu Đạo Thành. Khi đó, Tiêu Trách đang là tham mưu chính cho em trai của Hậu Phế Đế-Lưu Túc (劉燮)-thứ sử Dĩnh Châu (郢州, nay là đông bộ Hồ Bắc) và đang trở về Kiến Khang cùng với Lưu Túc. Tiêu Trách tiến đến Tầm Dương (尋陽, nay thuộc Cửu Giang, Giang Tây) thì biết tin Thẩm Du Chi nổi loạn. Tất cả các thuộc hạ của Tiêu Trách đều đề xuất rằng hãy nhanh chóng quay trở về kinh thành, song Tiêu Trách đã từ chối và trấn giữ Bồn Khẩu (湓口, cũng thuộc Cửu Giang ngày nay) để chặn dòng Trường Giang nhằm đề phòng quân của Thẩm tiến về phía đông. Khi Tiêu Đạo Thành nhận được tấu trình của Tiêu Trách, ông ta đã vui vẻ nói, "Nó thật không hổ là con trai của ta!" (Thật ra, việc này không thật sự cần thiết vì Thẩm đã sa lầy khi bao vây Dĩnh Thành (郢城, nay thuộc Vũ Hán, Hồ Bắc), và cuối cùng quân của ông ta đã sụp đổ, song chiến thuật của Tiêu Trách đã gây thêm khó khăn cho Thẩm nếu ông ta muốn quân hơn nữa.) Tiêu Trách được phong làm Văn Hỉ hầu, và sau đó là Văn Hỉ công, trong khi cha ông ngày càng tiếp dần đến ngai vàng. Năm 479, sau khi Tiêu Đạo Thành (tức Cao Đế) đoạt ngôi của Thuận Đế, chấm dứt triều Lưu Tống và mở ra triều Nam Tề, Tiêu Trách được phong làm thái tử.

## Làm thái tử
Khi làm thái tử, Tiêu Trách thường tham gia vào các công việc trọng đại của đất nước. Giả dụ như vào năm 479, khi viên quan Tạ Đốt (謝胐) công khai rằng sẽ không chịu phục tùng Cao Đế sau khi lên ngôi, Tiêu Trách đã đề xuất phụ hoàng hãy xử tử Tạ để cảnh báo những kẻ khác, song Cao Đế đã từ chối và tìm một lý do khác để loại bỏ Tạ.
Năm 480, chính thất của Tiêu Trách là Thái tử phi Bùi Huệ Chiêu qua đời. Từ đó về sau, Tiêu Trách không có chính thất, mặc dù ông vẫn có nhiều thê thiếp.
Do Tiêu Trách chỉ ít hơn phụ hoàng 13 tuổi, và vì ông cảm thấy rằng mình đã có rất nhiều công sức trong việc lập ra Nam Tề, nên ông thường xen vào việc triều chính, và thường sử dụng những thứ chỉ dành cho hoàng đế. Tiêu Trách cũng tin tưởng tên hề Trương Cảnh Chân (張景真), một kẻ cũng có lối sống xa hoa y như một hoàng đế. Khi Tuân Bá Ngọc (荀伯玉) bẩm báo việc này cho Cao Đế trong lúc Tiêu Trách ra khỏi kinh thành để cúng tế tổ tiên, Cao Đế đã rất phẫn nộ. Em trai của Tiêu Trách là Dự Chương Văn Hiến vương Tiêu Nghi đã phát hiện ra chuyện này nên đã cưỡi một con ngựa đến cảnh báo Tiêu Trách. Tiêu Trách nhanh chóng hồi kinh, và ngày hôm sau, Cao Đế đã cử hai con trai của Tiêu Trách là Nam quận vương Tiêu Trường Mậu cùng Văn Hỉ công Tiêu Tử Lăng đi trách mắng Tiêu Trách và định tội chết cho Trương Cảnh Chân. Phải mất một tháng thì nỗi tức giận của Cao Đế mới lắng xuống, đó là sau một yến tiệc do Vương Kính Tắc (王敬則) tổ chức ở cung thái tử. Tuy nhiên trong một thời gian, Cao Đế từng nghĩ đến việc đưa Tiêu Nghi lên thay thế vị trí thái tử của Tiêu Trách, song vì Tiêu Nghi vẫn tiếp tục phục vụ anh trai một cách trung thực và thẳng thắn nên quan hệ anh em không bị ảnh hưởng.
Năm 482, Cao Đế qua đời, Tiêu Trách lên ngôi, tức Vũ Đế.

## Thời kỳ đầu trị vì
Ngay lập tức sau khi lên ngôi, Vũ Đế đã truy phong chính thất Bùi Huệ Chiêu làm Vũ Mục Hoàng hậu, và lập người con trai lớn tuổi nhất (với bà), Tiêu Trường Mậu, làm thái tử. Vũ Đế cũng cho phép cải táng với vinh dự thích hợp đối với một số người trước đây đã chống đối Cao Đế như Thẩm Du Chi, Viên Xán (袁粲), Lưu Bỉnh (劉秉), và Lưu Cảnh Tố (劉景素), với lý lẽ rằng đây là những quần thần trung thành. Vũ Đế phần lớn tự mình xử lý các việc trọng đại, trong khi Vương Kiệm, Vương Yến (王晏), hoàng đệ Tiêu Nghi, và hoàng nhi Tiêu Tử Lương đóng vai trò là những quân sư quan trọng. Tuy nhiên, các phụ tá của ông như Lã Văn Độ (呂文度), Như Pháp Lượng (茹法亮), và Lã Văn Hiển (呂文顯) cũng có quyền lực lớn ở phía sau.
Năm 483, đã xảy ra một việc được cho là vết nhơ của Vũ Đế, khi đó, ông vẫn bực bội trước việc Tuân Bảo Ngọc đã bẩm báo cho Văn Đế về những hành động sai trái của mình, vì thế đã vu cáo Tuân cùng với tướng Viên Sùng Tổ (垣崇祖, được ông coi là bẵng hữu của Tuân) phản nghịch rồi xử tội chết. Vũ Đế cũng định tội chết đối với vị tướng Trương Kính Nhi (張敬兒) đầy tham vọng cùng với viên quan Tạ Siêu Tông (謝超宗).
Năm 485, không hài lòng trước việc Lý Thúc Hiến (李叔獻)-thứ sử Giao Châu (交州, nay là miền Bắc Việt Nam) chỉ phục tùng trên danh nghĩa trong khi trên thực tế lại tự ý hành động, Vũ Đế đã sai tướng Lưu Khải (劉楷) dẫn quân đi đánh Lý Thúc Hiến. Lý sợ hãi và đã chạy về Kiến Khang để quy phục. Cũng trong năm đó, Vũ Đế đã tái lập Quốc Học và sáp nhập các cơ sở nghiên cứu tổng minh quán (總明觀) của hoàng gia vào cơ cấu này, và cho Vương Kiệm đứng đầu Quốc Học.
Cuối năm 485, nhiều người lo sợ về việc Vũ Đế sử dụng một cơ quan điều tra nhân khẩu mới để khám phá ra các trường hợp gian lận thuế và sẽ truy tố họ, vì thế họ đã cùng với Đường Vũ Chi (唐宇之) nổi loạn tại Phú Dương và chiếm được một số quận, Đường xưng đế vào mùa xuân năm 486. Tuy nhiên, cuộc nổi loạn của Đường chẳng lâu sau đã bị đàn áp.
Năm 487, một di dân tên là Hoàn Thiên Sinh (桓天生), tự tuyên bố rằng mình là hậu duệ của Hoàn Huyền, đã nổi dậy tại Nam Dương và được Bắc Ngụy trợ giúp. Tuy nhiên, Hoàn Thiên Sinh đã bị đánh bại vài tháng sau đó.

## Thời kỳ trị vì cuối
Năm 490, để đáp lại lời đề nghị của Bắc Ngụy Hiếu Văn Đế, Vũ Đế đã lập hòa bình với Bắc Ngụy.
Vào mùa thu năm 490, con trai của Vũ Đế là Ba Đông vương Tiêu Tử Hưởng (蕭子響)-thứ sử Kinh Châu, đã bị cáo buộc tiến hành giao dịch vũ khí trái phép với các bộ lạc man di. Các thuộc hạ của Tiêu Tử Hưởng đã bí mật bẩm báo sự việc cho Vũ Đế, và khi Tiêu Tử Hưởng biết chuyện, ông ta đã sát hại những người đã bẩm báo. Đáp lại, Vũ Đế cử một đội lính nhỏ do tướng Hồ Hài Chi (胡諧之) chỉ huy để đến chỗ Tiêu Tử Hưởng nhằm buộc Tiêu Tử Hưởng phải từ bỏ vị trí và trở về kinh thành chịu tội. Tuy nhiên, Hồ Hài Chi đã hành xử sai khi từ chối tất cả các nỗ lực nhằm đầu hàng của Tiêu Tử Hưởng, buộc Tiêu Tử Hưởng phải giao chiến. Tiêu Tử Hưởng sau đó đã cố tiến về Kiến Khang một mình để nhận tội, song trên đường, Tiêu Tử Hưởng đã bị tướng Tiêu Thuận Chi (蕭順之) chặn (Thái tử Tiêu Trường Mậu lo sợ Tiêu Tử Hưởng nên đã bí mật chỉ thị cho Tiêu Thuận Chi phải tìm ra và giết chết Tiêu Tử Hưởng), và Tiêu Thuận Chi đã siết cổ giết chết Tiêu Tử Hưởng. Vũ Đế mặc dù thương tiếc Tiêu Tử Hưởng, song đã bố cáo về tội lỗi của Tiêu Tử Hưởng và giáng thụy hiệu của con trai xuống tước hầu.
Năm 491, trái với các truyền thống Nho giáo về việc thờ cúng tổ tiên, Vũ Đế đã ra lệnh rằng phụ mẫu của ông (Cao Đế và Lưu Trí Dung) và tổ phụ mẫu của ông (Tiêu Thừa Chi (蕭承之) và Trần Đạo Chỉ (陳道止) muốn được cũng bằng lương thực trong khi cúng tế, hơn là những thứ theo nghi thức Nho giáo là một con lợn, một con bò, và một con dê. Vũ Đế bị các học sĩ Nho giáo chỉ trích nặng nề vì đã không tuân theo các truyền thống, đặc biệt là khi ông ủy thác cho em dâu của mình, vương phi của Tiêu Nghi, phụ trách việc thờ cúng tổ tiên.
Cũng trong năm 491, một dự án mà Vũ Đế đã cho khởi đầu vào năm 489—sửa đổi các đạo luật hình sự nhằm loại bỏ các quy định mâu thuẫn trong các điều luận do các quan Trương Phỉ (張斐) và Đỗ Dự (杜預) của triều Tấn viết—đã được hoàn tất, trong đó đã loại trừ rất nhiều điều chuyên quyền và bất công. Tuy nhiên, khi Vũ Đế ra lệnh rằng Quốc Học phải lập thêm một ban nghiên cứu pháp luật nhằm giúp các quan lại quen với luật hình sự mới, điều này đã không thực sự được thực hiện.
Năm 493, Thái tử Trường Mậu qua đời. Vũ Đế đã lập con trai của Thái tử là Nam quận vương Tiêu Chiêu Nghiệp làm hoàng thái tôn. Cũng vào năm đó, Vũ Đế qua đời. Mặc dù Vương Dung (王融) đã nỗ lực để đưa Tiêu Tử Lương lên ngôi, song Tiêu Chiêu Nghiệp vẫn được kế vị ngai vàng.
Sử gia đời nhà Tống Tư Mã Quang, đã nhận xét về Vũ Đế trong Tư trị thông giám:
Khi Thế Tổ trị vì, ông đã chú tâm đến các việc trọng đại của đất nước, giám sát những thứ trọng yếu, nghiêm khắc và thông minh, cương quyết và dứt khoát. Ông trao cho các thái thú và huyện lệnh nhiệm kỳ dài, và nếu như thuộc cấp của họ phạm pháp, ông sẽ gửi hoàng kiếm đến chỗ các thái thú và huyện lệnh để họ thực hiện việc hành hình. Do đó, trong những năm Vĩnh Minh, người dân thịnh vượng và thái bình, có rất ít tội phạm. Tuy nhiên, ông cũng ưa thích tiệc tùng và những trò chơi, và trong khi bày tỏ sự không hài lòng với thói xa xỉ và lãng phí thì bản thân ông lại không thể tránh được chúng.

## Hậu phi
- Hoàng hậu Bùi Huệ Chiêu (皇后裴惠昭 , ? - 480) , người gốc Sơn Tây , cha là Bùi Ki Chi (裴玑之). Năm Thăng Minh thứ ba (479) phong Thế tử phi , mất vào năm sau , ban đầu truy phong Mục phi (穆妃) , sau cải phong Vũ Mục Hoàng hậu (武穆皇后).
- Phạm quý phi (范贵妃), ở đông Chiêu Dương điện (昭阳殿)
- Dương quý tần (羊贵嫔), ở tây Chiêu Dương điện (昭阳殿)
- Trương thục phi (张淑妃), sinh Tiêu Tử Khanh (萧子卿), Tiêu Tử Hưởng (萧子响)
- Tuân chiêu hoa (荀昭华), rất được ân sủng , sinh Tiêu Tử Lâm (萧子琳)
- Chu thục nghi (周淑仪), sinh Tiêu Tử Kính, Tiêu Tử Chân
- Vương thục nghi (王淑儀), sinh Tiêu Tử Long
- Giang thục nghi (江淑仪), sinh Tiêu Tử Nhạc
- Nguyễn thục viện (阮淑媛), sinh Tiêu Tử Mậu, Tiêu Tử Tuấn
- Sái tiệp dư (蔡婕妤), sinh Tiêu Tử Minh
- Nhan tiệp dư (颜婕妤), sinh Tiêu Tử Mân
- Lạc dung hoa (乐容华), sinh Tiêu Tử Hãn
- Phó sung hoa (傅充华), sinh Tiêu Tử Luân
- Hà sung hoa (何充华), sinh Tiêu Tử Hạ
- Tạ chiêu nghi (谢昭仪), sinh Tiêu Tử Trinh
- Dữu chiêu dung (庾昭容), sinh Tiêu Tử Văn
- Tạ cung nhân (谢宫人), sinh Tiêu Tử Kiến

## Con cái
Nam
- Tiêu Trường Mậu (蕭長懋, 458－493), năm 479 được phong làm Nam quận vương, năm 482 được phong làm thái tử, sau khi mất được truy thụy là Văn Huệ thái tử, con trai ông là Tiêu Chiêu Nghiệp sau khi lên ngôi Hoàng đế đã truy tôn ông là Thế Tông Văn Hoàng đế
- Tiêu Tử Lương (蕭子良, 460－494), năm 479 được phong làm Văn Hỉ công, năm 482 được phong làm Cánh Lăng vương, sau khi mất được ban thụy là Văn Tuyên
- Tiêu Tử Khanh (蕭子卿, 468－494), năm 479 được phong làm Lâm Nhữ công, đến năm 482 được phong làm Lư Lăng vương, bị Minh Đế Tiêu Loan giết
- Tiêu Tử Hưởng (蕭子響, 469－490), năm 488 được phong làm Ba Đông vương, bị giết năm 490, truy thụy Ngư Phục hầu
- Tiêu Tử Kính (蕭子敬, 472－494), năm 479 được phong làm Ứng Thành vương, năm 482 được phong làm An Lục vương, bị Tiêu Loan giết
- Lục tử mất sớm, không tên
- Tiêu Tử Mậu (蕭子懋, 472－494), năm 479 được phong làm Giang Lăng huyện công, năm 482 được phong làm Tấn An vương, bị Tiêu Loan giết
- Tiêu Tử Long (蕭子隆, 474－494), năm 479 được phong làm Chi Giang huyện công, năm 482 được phong làm Tùy quận vương, bị Tiêu Loan giết
- Tiêu Tử Chân (蕭子真, 476－494), năm 482 được phong làm Kiến An vương, bị Tiêu Loan giết
- Tiêu Tử Minh (蕭子明, 479－495), năm 483 được phong làm Vũ Xương vương, đến năm 485 được phong làm Tây Dương vương, bị Tiêu Loan giết
- Tiêu Tử Hãn (蕭子罕, 479－495), năm 483 được phong làm Nam Hải vương, bị Tiêu Loan giết
- Thập nhị tử mất sớm, không tên
- Tiêu Tử Luân (蕭子倫, 479－494), năm 484 được phong làm Ba Lăng vương, bị Tiêu Loan giết
- Tiêu Tử Trinh (蕭子貞, 481－495), năm 484 được phong làm Thiệu Lăng vương, bị Tiêu Loan giết
- Thập ngũ tử mất sớm, không tên
- Tiêu Tử Nhạc (蕭子岳, 485－498), năm 489 được phong làm Lâm Hạ vương, bị Tiêu Loan giết
- Tiêu Tử Văn (蕭子文, 485－498), năm 489 được phong làm Thục quận vương, bị Tiêu Loan giết
- Tiêu Tử Tuấn (蕭子峻, 485－498), năm 489 được phong làm Quảng Hán vương, năm 495 được phong làm Hành Dương vương, bị Tiêu Loan giết[1]
- Tiêu Tử Lâm (蕭子琳, 485－498), năm 489 được phong làm Tuyên Thành vương, năm 495 được phong làm Nam Khang vương, bị Tiêu Tử Loan giết
- Tiêu Tử Dân/Mân (蕭子珉, 485－498), năm 489 được phong làm Nghĩa An vương, năm 494? được phong làm Vĩnh Dương vương, bị Tiêu Loan giết
- Tiêu Tử Kiến (蕭子建, 486－498), năm 490 được phong làm Tương Đông vương, bị Tiêu Loan giết
- Nhị thập nhị tử mất sớm, không tên
- Tiêu Tử Hạ (蕭子夏, 492－498), được phong làm Nam quận vương, bị Tiêu Loan giết

Nữ
- Ngô huyện công chúa, lấy Vương Quan (王觀)
- Trường Thành công chúa, lấy Hà Kính Dung (何敬容)
- Vũ Khang công chúa, lấy Từ Diễn (徐演)